# Pogosipta
A Pogosipta (hangul: 보고싶다, RR: Bogosipta) (angol cím:  Missing You vagy I Miss You) 2012-ben készített dél-koreai televíziós sorozat Pak Jucshon és Jun Unhje főszereplésével. A főszereplők tinikori énjét az első négy részben a Herul phumun tal című sorozatból ismert Jo Dzsingu és Kim Szohjon alakította.

## Történet
|  | Alább a cselekmény részletei következnek! |

A 15 éves I Szujon (Kim Szohjon) számára szenvedés az élet, mióta édesapját elítélték emberölésért. A lányt zaklatják és csúfolják az iskolában, nincs egyetlen barátja sem. Az egyedüli iskolatárs, aki szóba áll vele, Han Dzsongu (Jo Dzsingu), egy csebolcsalád egyetlen örököse, aki nemrég tért haza az Egyesült Államokból. A fiú megvédi Szujont az iskolában és legjobb barátok, lassanként pedig szerelmesek lesznek. Dzsongu apja azonban kegyetlen és erőszakos, az apja szeretőjét meggyilkoltatja, annak kisfiát pedig le akarja vadászni, mivel az apja hatalmas összeget hagyott a nőre és a kisfiúra. Hogy meg tudjanak szökni a nagy hatalmú férfi elől, a kisfiút ápoló Hjemi – az anya bizalmasa – elraboltatja Dzsongut. Dzsongu elrablásának azonban Szujon szemtanúja lesz és a rablók őt is magukkal viszik. A kábítószerfüggő emberrabló Dzsongu szeme láttára megerőszakolja Szujont. Dzsongu kétségbeesésében egyedül próbál menekülni, hátrahagyva a lányt. Később visszamegy érte a rejtekhelyre, de ekkorra Szujon már nincs ott. A fiú hiába kérleli kegyetlen apját, hogy segítsen megkeresni a lányt, az nem törődik saját fia állapotával sem. Dzsongu rádöbben, hogy az apja miatt kellett átesniük a szörnyűségeken és megszökik otthonról. Egy lelkiismeretes rendőr próbál neki segíteni megkeresni a lányt, azonban amikor nyomra bukkan, autóbalesetet szenved és meghal. A rendőr sírjánál Dzsongu megfogadja, hogy nem nyugszik, amíg meg nem találja Szujont.
14 évvel később Szujon (Jun Unhje) Zoe Luo álnéven él Franciaországban azzal a Kang Hjongdzsunnal (Ju Szungho), akinek az ápolónője elraboltatta Dzsongut. Hjongdzsun mentette meg Szujont a megerőszakolása után, és vette rá az ápolónőt, hogy magával vihesse a lányt külföldre. Zoe/Szujon minden emlékét megpróbálta kitörölni, hogy elfedhesse a vele történt szörnyűségeket. Han Dzsongu (Pak Jucshon) nyomozóként dolgozik a szöuli rendőrkapitányságon, ahol az „Őrült Nyúl” becenevet ragasztották rá állandó kiborulásai és hangulatingadozásai miatt. A férfi továbbra sem adta fel a reményt, hogy megtalálja Szujont. A sors úgy hozza, hogy egy nyomozás kapcsán Dzsongu és a sérülései miatt átoperált arcú Szujon újra találkoznak, Szujon azonban nem emlékszik, nem akar emlékezni a múltjára. Emlékei visszatértével sem képes megbocsájtani Dzsongunak, hogy magára hagyta. Közben pedig a jószívűnek és kedvesnek ismert Hjongdzsunról is kiderül pár sötét dolog.

## Díjak és elismerések
2012 MBC Drama Awards
- Kiválóság-díj a legjobb színésznek (sorozat) - Pak Jucshon[3]
- Legjobb gyermekszínész - Jo Dzsingu
- Legjobb gyermekszínésznő - Kim Szohjon
- Golden Acting Award - 전광렬 Cson Kvangnjol
- Népszerűségi díj - Jun Unhje[4]
- Az év hallyu-sztárja - Jun Unhje